# الزازا
زازا أو كرد أو كِرمانج أو ديمِلي هم شعب يتواجدون في شرق الأناضول في تركيا ويتكلمون اللغة الزازاكية التي تنتمي إلى اللغات الإيرانية الغربية. يعتبر الزازا أنفسهم كردًا وغالبا ما يعرفون باسم كرد الزازا.
ويتواجدون في محافظات أديامان وآق سراي وبطمان وبينكل ودياربكر ومعمورة العزيز وأرضروم وأرزينجان وكوموش خانة وقارص وملطية وموش واورفة وسيواس وتونجيلي يبلغ تعدادهم حوالي 3 ملايين نسمة ويتواجدون أيضاً في ألمانيا وهولندا والسويد، يعتنق أغلب الزازا الإسلام منقسمين ما بين المذهبين العلاهي والسني.